# 选择素

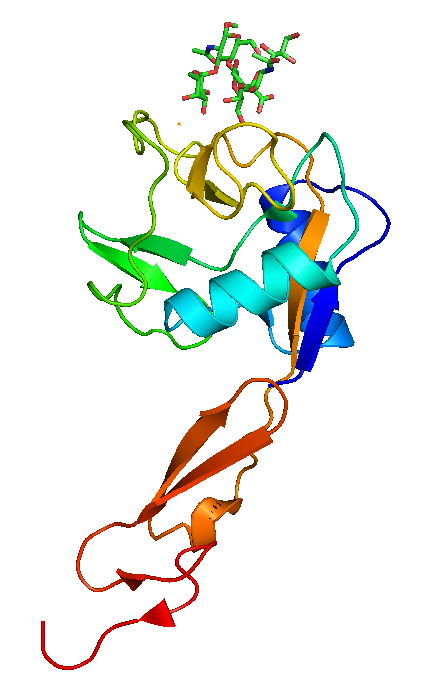
P-选择素与糖类（图上方）结合

选择素（英語：selectins，又译为选择蛋白，或称为表面抗原分化簇-62，即CD62）是一个细胞粘附分子CAM家族，包括有E-選擇素、L 選擇素、P選擇素等。所有的选择素都是单链跨膜糖蛋白，与C-型凝集素属性类似，有着相似的N-末端和钙依赖性。选择素能与糖链基团结合而被视为一种凝集素。